# 杜文秀
杜 文秀（と ぶんしゅう、Du Wenxiu、1823年 - 1872年）は、清末に雲南省で起こった回民反乱（パンゼーの乱）の指導者。字は雲煥。号は百香。
雲南省永昌府保山県出身。16歳で生員となった。当時の保山県では回民が漢人に虐殺される事件が頻発しており、杜文秀は1846年に北京に訴え出たが、訴えは聞き入れられず、逆に処罰されてしまった。これ以降杜文秀はひそかに反清蜂起の機をうかがうようになった。
1855年、漢人鉱夫と回民鉱夫の衝突をきっかけに、雲南各地で回民の蜂起が起こった。このような中で清朝の官吏による回民の虐殺もあり、1856年に杜文秀は雲南省西部の回民を糾合して清朝への反乱を起こした。欧米では「パンゼーの乱」という名で呼ばれるこの反乱は、回民の他に一部の漢人やその他の少数民族も参加していたと言われる。その後大理など50余りの城市を陥落させると、杜文秀は清朝からの独立を目指して「スルターン・スレイマン」と名乗った。また、「ムスリム集団の指導者」という称号とこれを漢訳した「総統兵馬大元帥」を称し、蔡発春を大都督に、馬金保を大将軍に、李国綸を大司空に任命した。また李文学率いるイ族の蜂起軍と連携をとった。
大理など雲南省西部を基盤とする杜文秀の勢力は、雲南省東部を基盤とする回民反乱の指導者で昆明をうかがっていた馬如龍の勢力と並び立つこととなったが、杜文秀が清朝からの独立を目指したのに対し、馬如龍は清朝内でのイスラーム信仰の保全を目指したため両者は対立し、1862年に馬如龍は清朝の雲南布政使代理岑毓英に投降した。1867年に杜文秀は娘の杜鳳楊と娘婿の蔡廷棟に昆明を包囲させるが失敗し、形勢は悪化した。1869年、旧馬如龍軍の協力を得た清朝の軍が反撃に出ると、杜文秀軍は次第に追い詰められ、1872年に大理は陥落し、杜文秀は服毒自殺した。反乱自体も1874年までに完全に鎮圧された。
杜文秀は農民の出であったため、1950年代以降中国政府より高い評価を受け、雲南には彼を記念する文物が多く残っている。